# Glossostelma angolense
Glossostelma angolense är en oleanderväxtart som beskrevs av Rudolf Schlechter. Glossostelma angolense ingår i släktet Glossostelma och familjen oleanderväxter. Inga underarter finns listade i Catalogue of Life.